# 潘勒韋號航空母艦
潘勒韋號航空母艦爲法國霞飛級航空母艦的二號艦。它的名字來自法國數學家和政治家保羅·潘勒韋。這艘航空母艦僅存在於藍圖之中，造船廠根本沒有落實過她的建造項目。。

## 歷史
潘勒韋號按計劃應由法國的聖納澤爾龐奧埃造船廠建造，但因爲霞飛級航空母艦的一號艦霞飛號的建造工作因二戰爆發而放緩，並最終擱置，造船廠根本沒有落實過潘勒韋號的建造項目。